# Hermigua
Hermigua település Spanyolországban, Santa Cruz de Tenerife tartományban. Hermigua Agulo, Alajeró, Vallehermoso és San Sebastián de la Gomera községekkel határos. Lakosainak száma 1887 fő (2024).

## Népesség
A település népessége az elmúlt években az alábbi módon változott:
| Lakosok száma | 2120 | 2176 | 2170 | 2203 | 2116 | 1919 | 1808 | 1832 | 1795 | 1887 |
|               | 2001 | 2004 | 2007 | 2009 | 2012 | 2014 | 2017 | 2019 | 2022 | 2024 |